# Умершие в январе 2024 года
Это список известных людей, соответствующих установленным критериям значимости (см. Википедия:Критерии значимости персоналий), умерших в январе 2024 года.
Причина смерти указывается лишь в исключительных случаях (убийство, самоубийство, гибель в результате военных действий, смертная казнь, ДТП или несчастные случаи). В остальных случаях — не указывается.

## 31 января
- Белль, Анни (67) — французская актриса[1].
- Борзенцкий, Ян Адам[пол.] (71) — польский писатель и литературный критик[2].
- Дриженко, Анатолий Николаевич (82) — советский и украинский актёр, народный артист Украины (1992)[3].
- Зиммет, Хайнц (79) — немецкий футболист[4].
- Расков, Николай Васильевич (87) — советский и российский экономист, заслуженный деятель науки Российской Федерации (1999)[5].
- Кахлик, Чоба Рудольфович (82) — советский футболист[6].
- Леви, Марио[тур.] (66) — турецкий писатель[7].
- Муминова, Фарида Шамильевна (66) — советская и российская актриса, заслуженная артистка Российской Федерации (2002)[8].
- Амрус Наталша (90) — индонезийский художник и скульптор по дереву[9].
- Спирин, Алексей Николаевич (72) — советский и российский футбольный судья всесоюзной и международной категорий[10].
- Тотемейер, Герхард[англ.] (88) — намибийский политик[11].
- Халиков, Дамир Касымбекович (65) — советский и казахстанский военный деятель, заместитель министра обороны Казахстана (1998—1999), генерал-майор (2001)[12].
- Хан, Абдул Хашем[бенг.] (68) — бангладешский политик, депутат Национальной ассамблеи (2021—2024)[13].
- Эриксен, Лейф (83) — норвежский футболист[14]

## 30 января
- Азиз Салих ан-Нуман (82) — иракский политический и военный деятель, губернатор Кувейта (1990—1991)[15].
- Бадури, Ахмед[англ.] (77) — эритрейский политик[16].
- Барко, Дьёрдь[венг.] (92) — венгерский и румынский актёр[17].
- Бэтл, Хинтон[англ.] (67) — американский актёр и танцор[18].
- Витенко, Василий Иванович (63) — советский и украинский общественный и культурный деятель, библиограф, заслуженный работник культуры Украины (2012)[19].
- Гилкрист, Эллен[англ.] (88) — американская писательница и поэтесса[20].
- Де Рой, Ян[нидерл.] (80) — нидерландский автогонщик, победитель ралли «Дакар» (1987), владелец компании De Rooy[21].
- Карнахан, Джин (90) — американский политик, сенатор (2001—2002)[22].
- Кузнецов, Юрий Алексеевич (78) — российский и американский математик, профессор Хьюстонского университета[23].
- Пецка, Зденек (69) — чехословацкий гребец, бронзовый призёр Олимпийских игр (1976, 1980)[24].
- Ривера, Чита (91) — американская актриса, певица и танцовщица[25].

## 29 января
- Асеведо, Фернандо[исп.] (77) — перуанский легкоатлет (спринтерский бег), участник летних Олимпийских игр (1968, 1972)[26].
- Асихара, Хинако[англ.] (50) — японская мангака, лауреат премий издательства «Сёгакукан»; самоубийство[27].
- Гимарайнш, Самуэл[порт.] (84) — бразильский дипломат, министр-руководитель Бюро по стратегическим вопросам (2009—2011)[28].
- Захаров, Николай Фёдорович (77) — белорусский и болгарский тренер по биатлону[29].
- Ильченко, Юрий Владимирович (72) — советский и российский музыкант, певец, композитор[30]
- Коршунов, Борис Степанович (88) — советский и российский альпинист, девятикратный обладатель титула «Снежный барс» (о смерти объявлено в этот день)[31].
- Лукарелли, Делио (84) — итальянский католический прелат, епископ Риети[англ.] (1997—2015)[32].
- Мартини, Жандира (78) — бразильская киноактриса[33].
- Мило, Сандра (90) — итальянская актриса[34].
- Набережный, Назар Назарович (22) — украинский военнослужащий, Герой Украины (2024, посмертно)[35].
- Редди, Подетти Нарса[телугу] (92) — индийский общественный деятель и политик, депутат Лок сабхи (1989—1991)[36].
- Санабрия, Эктор (78) — мексиканский футболист и спортивный менеджер[37].
- Седрас, Тони[англ.] (71) — южноафриканский музыкант[38].
- Смит, Дэвид (88) — священнослужитель Англиканской церкви, епископ Брадфорда (1992—2002), член Палаты лордов (1997—2002) (о смерти объявлено в этот день)[39].
- Франко Тоцци (79) — итальянский певец, брат Умберто Тоцци[40].
- Угьен Церинг (69) — бутанский политик, министр иностранных дел (2008—2013)[41].
- Хегерфорс, Арне[швед.] (81) — шведский спортивный журналист[42].
- Ховард, Ричард[англ.] (86) — британский актёр[43].
- Хукканен, Рейо (77) — финский скульптор и художник[44].

## 28 января
- Аксамит, Николай Владимирович (69) — белорусский политик и правозащитник, депутат Верховного Совета (1990—1996)[45].
- Багров, Владислав Гавриилович (85) — советский и российский физик-теоретик, заслуженный деятель науки Российской Федерации[46].
- Каплан, Борис Соломонович (98) — советский и российский деятель телевидения[47].
- Кирисима, Сатоси[яп.] (70) — японский анархист и террорист[48].
- Ларсен, Биргер (81) — датский футболист, игрок национальной сборной[49].
- Луна, Виктор (64) — колумбийский футболист и футбольный тренер, игрок национальной сборной[50].
- Моралес, Хесус[исп.] (99) — перуанская актриса[51].
- Муравьёв, Александр Андреевич (86) — российский лётчик-испытатель, Герой Российской Федерации (1992)[52].
- Намази, Абдул-Наби[перс.] (75 или 76) — иранский юрист, генеральный прокурор (2001—2004)[53].
- Новиков, Виктор Абрамович (80) — советский и российский театральный деятель, художественный руководитель Театра им. В. Ф. Комиссаржевской (с 1991), заслуженный деятель искусств Российской Федерации (1999)[54].
- Плахтеев, Александр Иванович (87) — советский и российский певец, заслуженный артист Российской Федерации (1993)[55].
- Степовик, Дмитрий Власович (85) — советский и украинский искусствовед, член-корреспондент НАН Украины (2021)[56].
- Техада, Луис (41) — панамский футболист, игрок национальной сборной[57].
- Хоменко, Александр Андреевич (100) — советский военный деятель и разведчик, генерал-майор ГРУ[58].

## 27 января
- Алексеев, Валерий Валентинович (44) — российский футболист[59].
- Галушин, Владимир Михайлович (91) — советский и российский орнитолог[60].
- Джакоббе, Мария (95) — датская писательница[61].
- Дхаван, Хармохан[англ.] (83) — индийский политический деятель, министр гражданской авиации (1990—1991)[62].
- Козлов, Александр Александрович (81) — советский и российский самбист и тренер по самбо, заслуженный тренер СССР[63].
- Красники, Фериз (93) — косовский и албанский биолог, президент Приштинского университета[64].
- Липораче, Энрике[исп.] (82) — аргентинский актёр[65].
- Маджумдар, Шрила[англ.] (65) — индийская актриса[66].
- Марин, Рубен Уго[исп.] (89) — аргентинский политический деятель, губернатор провинции Ла Пампа (1991—2003), сенатор (1989—1991, 2003—2009)[67].
- Сегре, Бруно[итал.] (105) — итальянский юрист[68].
- Таира, Сусуму[яп.] (89) — японский актёр[69].

## 26 января
- Анатолий (Кузнецов) (93) — иерарх Русской православной церкви, епископ Виленский и Литовский (1972—1974), Уфимский и Стерлитамакский (1979—1990), архиепископ Керченский (1990—2001, 2002—2017)[70].
- Ашмарин, Станислав Николаевич (86) — советский и российский карикатурист[71].
- Баталин, Игорь Анатольевич (78) — советский и российский физик, доктор физико-математических наук, лауреат премии Тамма (1995)[72].
- Бичак, Иржи (82) — чешский физик[73].
- Крупнов, Василий Ананьевич (96) — советский и российский растениевод, заслуженный деятель науки Российской Федерации[74].
- Леретер, Иосиф[рум.] (90) — румынский футболист[75].
- Мацегора, Григорий Прокопович (89) — советский и украинский живописец[76].
- Паскале, Рикардо (81) — уругвайский экономист, президент Центрального банка (1985—1990, 1995—1996)[77].
- Петрович, Горан (62) — сербский писатель, академик САНУ (2018)[78].
- Суворов, Александр Васильевич (70) — советский и российский психолог[79].
- Штерн, Владимир Аронович (81) — советский футболист[80].
- Ястржембский, Влодзимеж (84) — польский историк[81].

## 25 января
- Арнольд, Бене[англ.] (88) — американская актриса и хореограф[82].
- Бердыев, Аширмамед Артыкмамедович (51) — российский военнослужащий, участник российского вторжения на Украину, Герой Российской Федерации (посмертно, 2024)[83].
- Букс Соомро, Эляхи[англ.] (97) — пакистанский политический деятель, спикер Национальной ассамблеи (1996—2001)[84].
- Бхаватхарини (47) — индийская актриса, певица и композитор[85].
- Донлон, Роджер Хью Чарльз (89) — американский военный, награждённый медалью Почёта (1964)[86].
- Дюрица, Милан Станислав[словац.] (98) — словацкий историк и богослов[87].
- Керимов, Паша Али оглы (64) — азербайджанский историк[88].
- Макс, Масуими (45) — американская модель[89].
- Ндионе, Абассе[фр.] (77) — сенегальский писатель[90].
- Нишанта, Санат[англ.] (48) — шри-ланкийский политик, член Парламента (с 2015); ДТП[91].
- Перестюк, Николай Алексеевич (78) — советский и украинский математик, академик НАНУ (2009)[92].
- Салащенко, Николай Николаевич (82) — советский и российский физик, член-корреспондент РАН (2000)[93].
- Хари Шанкар, Бхабхра[англ.] (95) — индийский политик, депутат Раджья сабхи (1978—1984)[94].
- Хашми, Рафиуддин[англ.] (83) — пакистанский поэт[95].
- Цимдиньш, Петерис Аугустович (79) — советский и латвийский биолог и политик, академик АН Латвии (1992), министр образования и науки (1995—1997)[96].
- Яремко, Василий Иванович (50) — украинский военнослужащий, старшина, участник российско-украинской войны, Герой Украины (2024, посмертно); погиб в бою.

## 24 января
- Андре, Карл (88) — американский художник и скульптор[97].
- Баталин, Игорь Анатольевич (78) — советский и российский физик-теоретик[98].
- Бикташев, Евгений Михайлович (84) — советский и российский музыкант и композитор, народный артист Российской Федерации (1997)[99].
- Галендеев, Валерий Николаевич (77) — советский и российский театральный педагог, театральный режиссёр[100].
- Джесси Джейн (43) — американская порноактриса и модель[101].
- Иринарх (Грезин) (72) — иерарх Русской православной церкви, епископ Пермский и Соликамский (2002—2010), Красногорский (2010—2021) и Раменский (с 2021)[102].
- Каракаш, Айше Ышил (65) — турецкий юрист, судья ЕСПЧ (2008—2019)[103].
- Кауард, Герберт[англ.] (85) — американский актёр; ДТП[104].
- Круглова, Вероника Петровна (83) — советская певица[105]
- Линевич, Ярослав Львович[бел.] (92) — советский и белорусский архитектор, главный архитектор Минска (1989—1994), заслуженный архитектор БССР (1982)[106].
- Момадей, Наварр Скотт (89) — американский писатель, лауреат Пулитцеровской премии (1969)[107].
- Путниньш, Марис[латыш.] (73) — советский и латвийский режиссёр, писатель и актёр[108].
- Ротман, Давид Генрихович (79) — советский и белорусский социолог и политолог[109].
- Сальников, Юрий Петрович (88) — советский и российский режиссёр-кинодокументалист[110].
- Солдаткин, Алексей Петрович (68) — советский и украинский биолог, академик НАНУ (2018)[111].
- Уйбо, Вяйно (81) — советский и эстонский актёр, политический деятель, мэр Элвы (1993—1998)[112].
- Холкомб, Род (80) — американский режиссёр и продюсер телевидения[113].

## 23 января
- Богарт, Ян[нидерл.] (66) — бельгийский шоссейный велогонщик[114].
- Бунья, Зубеир[араб.] (68) — тунисский футболист[115].
- Ильинский, Анатолий Серафимович (84) — советский и российский учёный в области математической физики[116].
- Кан, Дэвид (93) — американский историк, писатель и криптограф[117].
- Лефдаль, Ларс (84) — норвежский политик, депутат парламента (1977—1989)[118].
- Мелани (76) — американская певица и гитаристка, лауреат премии «Эмми» (1989)[119].
- Музиелло, Джулиано[итал.] (70) — итальянский футболист[120].
- Орумян, Али[англ.] (92) — иранский аятолла, депутат Парламента (1984—1988)[121].
- Пети, Жан (74) — французский футболист, игрок национальной сборной[122].
- Райков, Валентин Фёдорович (88) — советский и российский лыжник, заслуженный тренер РСФСР[123].
- Райли, Маргарет[англ.] (58) — американский кино- и телепродюсер[124].
- Сандберг, Андерс[швед.] (55) — шведский певец[125].
- Рожок, Сергей Владимирович (38) — украинский футболист, военнослужащий ВСУ, участник российско-украинской войны; погиб в бою[126].
- Столяров, Юрий Николаевич (85) — советский и российский учёный, специалист в области библиотековедения, документологии, книговедения и информатики[127].
- Фрейдлин, Ирина Соломоновна (87) — советский и российский иммунолог и аллерголог, член-корреспондент РАМН (1999—2014), член-корреспондент РАН (2014)[128].
- Фрэнк Фариан (82) — немецкий музыкант, певец, композитор и музыкальный продюсер (Boney M., Milli Vanilli)[129].
- Шульга, Николай Фёдорович (76) — украинский физик-ядерщик, академик НАНУ (2009)[130].
- Харченко, Виталий Олегович (28) — украинский военнослужащий, старший солдат, участник российско-украинской войны, Герой Украины (2024, посмертно); погиб в бою.

## 22 января
- Азизов, Тургун Турсунович (89) — советский и узбекский актёр, режиссёр, народный артист Узбекской ССР (1974)[131].
- Блок, Людмила Александровна (68) — советская и российская актриса музыкального театра, заслуженная артистка Российской Федерации (1994)[132].
- Болдуин, Томми (78) — английский футболист[133].
- Ганди, Джагдиш[англ.] (87) — индийский политик и просветитель[134].
- Ганулакова, Габриэла[англ.] — словацкая легкоатлетка[135].
- Грэм, Гэри (73) — американский актёр[136].
- Кинг, Декстер[англ.] (62) — американский борец за гражданские права и права животных, адвокат и писатель, сын Мартина Лютера Кинга[137].
- Любин, Лиор (46) — израильский баскетболист[138].
- Мадышева, Таисия Петровна (78) — советская и украинская певица[139].
- Пензиас, Арно Аллан (90) — американский астрофизик, лауреат Нобелевской премии по физике (1978)[140].
- Поливода, Анатолий Иванович (76) — советский баскетболист, олимпийский чемпион (1972), заслуженный мастер спорта СССР (1971)[141].
- Рива, Луиджи (79) — итальянский футболист, чемпион Европы (1968), лучший бомбардир в истории национальной сборной[142].
- Саюталин, Александр Анатольевич (60) — советский и российский актёр театра и кино[143].
- Счастливцев, Вадим Михайлович (88) — советский и российский учёный, специалист в области физического металловедения стали и сплавов, академик РАН (2003)[144].
- Третьяк, Генрих Михайлович (86) — советский и белорусский агроном и хозяйственный деятель, Герой Социалистического Труда (1988)[145].
- Фазан, Элеонора[англ.] (93) — британская актриса[146].
- Харахап, Яхья[индон.] (79) — индонезийский юрист, судья Верховного суда Индонезии (1982—2000)[147].
- Шайна, Анджей (74) — польский спортивный гимнаст, участник Олимпийских игр (1972, 1976, 1980)[148].
- Шассиньё, Пьер[фр.] (82) — французский бизнесмен и чиновник[149].
- Эрб, Эльке (85) — немецкая поэтесса и переводчица[150].

## 21 января
- Павловский, Юрий Николаевич (86) — советский и российский математик, член-корреспондент РАН (1991)[151].
- Петров, Петр (99) — болгарский историк-медиевист[152].
- Полянский, Семён Яковлевич (92) — советский и российский агроном и государственный деятель[153].
- Рейес Эролес, Хесус Федерико[исп.] (71) — мексиканский политический деятель, министр энергетики (1995—1997), посол Мексики в США (1997—2000)[154].
- Франклин, Джон[англ.] (82) — американский научный журналист[155].
- Хаит, Евгений Валерьевич (61) — украинский юморист, участник команды КВН ОГУ, художественный руководитель «Джентльмен-шоу» (1991—1998), брат Ростислава Хаита, сын Валерия Хаита[156].
- Хасси, Томас (87) — ирландский политический деятель, сенатор (1981—1992)[157].

## 20 января
- Бауэре, Ингуна (63) — латвийская писательница[158].
- Гуль, Жак[фр.] (101) — швейцарский писатель и футболист[159].
- Дергач, Василий Васильевич (84) — советский футболист и футбольный тренер[160].
- Джирари, Аббас[араб.] (86) — марокканский писатель[161].
- Джуисон, Норман (97) — канадский режиссёр, продюсер и актёр, лауреат премий «BAFTA» (1968) и «Золотой глобус» (1972)[162].
- Ерич, Зоран[серб.] (73) — сербский композитор[163].
- Кордоба, Пьедад[исп.] (68) — колумбийский политический деятель, член Сената (1994—2005; 2006—2010)[164].
- Ксеневич, Михаил Яковлевич (81) — украинский архитектор[165].
- Омодео, Пьетро[итал.] (104) — итальянский биолог[166].
- Пехньо, Василий Иванович (71) — украинский химик, академик НАНУ (2021), директор ИОНХ НАНУ (с 2016 года)[167].
- Руис-Эскиде, Мариано[исп.] (93) — чилийский политический деятель, член сената (1990—2014)[168].
- Файнс, Натаниел (103) — британский офицер армии, бизнесмен и пэр, член Палаты лордов (1968—1999)[169].
- Хайэм, Николас (62) — британский математик[170].
- Цой Тхэ Бок[кор.] (93) — северокорейский политический деятель, председатель парламента (1998—2019)[171].
- Шипковс, Петерис (79) — латвийский физик, академик АН Латвии (2010)[172].
- Эдвардс, Энн[англ.] (96) — американская писательница[173].

## 19 января
- Абдул Хади Виджи Мутхари (77) — индонезийский философ и поэт[174].
- Бидонде, Эктор[исп.] (86) — аргентинский актёр[175].
- Венгленский, Пётр (84) — польский генетик, академик ПАН (2013)[176].
- Вундер, Клаус (73) — немецкий футболист[177].
- Дорофеева, Вера Алексеевна (77) — советский и российский педагог и организатор образования, ректор Академии Русского балета имени А. Я. Вагановой (2004—2013)[178].
- Костов, Георгий (82) — болгарский композитор и государственный деятель, министр культуры (1995—1996)[179].
- Ларсон, Лэнс (83) — американский пловец, чемпион и серебряный призёр Олимпийских игр (1960)[180].
- Ли Ду Янг[кор.] (81) — южнокорейский кинорежиссёр[181].
- Павел (Петров) (66) — архиерей Болгарской православной церкви, епископ Левкийский (с 1998)[182].
- Подлещ, Эва (71) — польская оперная певица (колоратурное контральто)[183].
- Шаргай, Эстер[кат.] (63) — каталонская поэтесса и переводчица[184].
- Шоу, Марлена[англ.] (81) — американская певица[185].
- Эппл, Рэймонд (88) — австралийский раввин[186].

## 18 января
- Адамсон, Дональд (84) — британский литературовед, философ и историк[187].
- Великанов, Александр Александрович (85) — советский и российский архитектор и сценограф, почётный член РААСН[188].
- Гхосси, Мохаммед[араб.] (74) — тунисский поэт и литературный критик[189].
- Джудичи, Джованни (83) — итальянский католический прелат, архиепископ Милана (1990—2003)[190].
- Журавлёва, Алла Иосифовна (86) — советская и российская актриса, народная артистка Российской Федерации (2000)[191].
- Занен, Ян (66) — нидерландский физик-теоретик, член Королевской академии наук и искусств Нидерландов[192].
- Кристл, Станко (101) — словенский архитектор, академик SAZU (2011)[193].
- Огуал, Сесилия[луг.] (77) — угандийский политик, член Парламента (с 1996)[194].
- Петербридж, Луиза[англ.] (92) — новозеландская актриса[195].
- Рубинштейн, Амнон (92) — израильский политик, лауреат Премии Израиля (2006)[196].
- Тезар, Хайнц[нем.] (84) — австрийский архитектор[197].
- Фирсов, Борис Максимович (94) — советский и российский социолог[198].
- Хаас, Йозеф (86) — швейцарский лыжник, бронзовый призёр Олимпийских игр (1968)[199].
- Херст, Джон (76) — английский футболист[200].

## 17 января
- Барбер, Шонеси (29) — канадский легкоатлет, прыгун с шестом, чемпион мира (2015)[201].
- Барская, Барбара (97) — польская певица и актриса[202].
- Бретт, Брайан[англ.] (73) — канадский журналист, поэт и писатель[203].
- Валтанен, Яакко[фин.] (98) — финский генерал, главнокомандующий Силами обороны Финляндии (1983—1990)[204].
- Вонтов, Александр Борисович (73) — советский и российский актёр, заслуженный артист Российской Федерации (2012)[205].
- Восканян, Грант Аванесович (99) — советский и российский филолог-иранист[206].
- Лапрад, Серж[фр.] (83) — канадский франкоязычный актёр и певец[207].
- Ллойд, Тони (73) — британский политический деятель[208].
- Мади, Хусейн[англ.] (85) — ливанский художник[209].
- Милоевич, Деян (46) — сербский баскетболист и тренер[210].
- Мюллер, Бенни (85) — нидерландский футболист[211].
- Рохас Гутьеррес, Карлос[исп.] (69) — мексиканский политический деятель, сенатор (2000—2006)[212].
- Семеновский, Валерий Оскарович (71) — советский и российский театральный критик, историк театра, заслуженный деятель искусств Российской Федерации (1997)[205].
- Соучек, Юрий[словен.] (94) — словенский актёр[213].
- Фос, Ульрих[нем.] (85) — немецкий актёр[214].

## 16 января
- Агустин, Хосе[исп.] (79) — мексиканский писатель-новеллист[215].
- Бернштейн, Кай (43) — немецкий предприниматель и спортивный функционер[216].
- Валунд, Турстен[швед.] (85) — шведский актёр[217].
- Вяльяс, Вайно Иосипович (92) — советский партийный деятель и дипломат, посол в Венесуэле и (по совместительству) в Тринидаде и Тобаго (1980—1986), в Никарагуа (1986—1988); первый секретарь ЦК Компартии Эстонии (1988—1990)[218].
- Гейл, Дэвид (58) — американский актёр[219].
- Голобородько, Андрей Юрьевич (46) — российский политолог, филолог и педагог[220].
- Грундмане, Дзинтра Яновна (79) — советская баскетболистка[221].
- Гуревич, Хульда (98) — израильский общественный деятель, лауреат премии Израиля (2011)[222].
- Даццан, Октавио[итал.] (66) — итальянский велогонщик, многократный призёр чемпионатов мира (1983, 1984, 1985, 1988)[223].
- Звавич, Леонид Исаакович (78) — советский и российский педагог, народный учитель Российской Федерации (2014)[224].
- Куличенко, Валерий Георгиевич (84) — советский и российский тренер по лёгкой атлетике, заслуженный тренер СССР[225].
- Лифанте, Хосе[исп.] (80) — испанский актёр[226].
- Ненадич, Милан (80) — югославский борец греко-римского и вольного стилей, бронзовый призёр Олимпийских игр (1972)[227].
- Себастьяни, Серджо (92) — итальянский кардинал и ватиканский дипломат, председатель префектуры экономических дел Святого Престола (1997—2008)[228].
- Шридеви, К. Б. (84) — индийская малаяламоязычная писательница[229].

## 15 января
- Гия, Дана (91) — итальянская актриса и певица[230].
- Гриффа, Хорхе (88) — аргентинский футболист и тренер, игрок национальной сборной[231].
- Даривас, Георгиос (97) — греческий футболист, игрок национальной сборной[232].
- Джой, Кей Джей[англ.] (77) — индийский композитор-песенник[233].
- Каштан, Дрор (79) — израильский футболист и тренер, игрок и тренер национальной сборной[234].
- Киселёв, Сергей Леонтьевич (88) — советский государственный и партийный деятель, председатель Калининского горисполкома (1986—1987), первый секретарь Калининского/Тверского горкома КПСС (1987—1991)[235].
- Колосков, Владимир Фёдорович (68) — советский и российский баскетбольный тренер, заслуженный тренер Российской Федерации[236].
- Комиссаров, Олег Вадимович (75) — украинский хоровой дирижёр, заслуженный деятель искусств Украины (1998)[237].
- Коньков, Евгений Илларионович (85) — советский и российский художник[238].
- Коршилов, Николай Николаевич (79) — советский и российский артист оперетты, заслуженный артист РСФСР (1978)[239].
- Малинкин, Юрий Александрович (84) — советский государственный деятель, председатель Калининградского облисполкома (1987—1991)[240].
- Моджтахеди, Карим[англ.] (93) — иранский философ[241].
- О’Коннелл, Уильям[англ.] (94) — американский актёр[242].
- Пряничников, Алексей Валентинович (56) — советский боксёр, мастер спорта СССР международного класса[243].
- Палу, Уно (90) — советский легкоатлет-десятиборец, серебряный призёр чемпионата Европы (1958), участник Олимпийских игр (1956)[244].
- Фаска, Гельмут (91) — серболужицкий учёный-сорабист, лингвист и славист[245].
- Фрунзе, Татьяна Михайловна (103) — советский химик-органик, дочь М. В. Фрунзе[246].
- Ши Миндэ (83) — тайваньский политик и диссидент[247].
- Шикапваша, Ронни[англ.] (76) — замбийский государственный деятель, генерал-лейтенант, министр иностранных дел (2005—2006), внутренних дел (2003—2005, 2006—2008)[248].

## 14 января
- Котляр, Эрик Соломонович (94) — русский писатель и журналист[249].
- Рана, Мунаввар[англ.] (71) — индийский поэт[250].
- Рубинштейн, Лев Семёнович (76) — российский поэт, библиограф и эссеист; последствия ДТП[251].
- Румбевас, Раема Лиса (43) — индонезийская тяжелоатлетка, серебряный призёр летних Олимпийских игр (2000, 2004)[252].
- Сдасюк, Галина Васильевна (92) — советский и российский географ[253].
- Триссенар, Элизабет (79) — австрийская и немецкая актриса[254].
- Штейн, Григорий Аркадьевич (84) — украинский краевед и педагог[255].

## 13 января
- Абдулла Си Ди[англ.] (100) — малайзийский политический деятель, глава Коммунистической партии (1988—1989)[256].
- Главачова, Яна (85) — чехословацкая и чешская актриса и театральный педагог, народная артистка Чехословакии (1988)[257].
- Кокрейн, Глен[англ.] (65) — канадский хоккеист («Филадельфия Флайерз», «Ванкувер Кэнакс», «Чикаго Блэкхокс»)[258].
- Лейбатт, Стивен (46) — австралийский футболист, игрок национальной сборной[259].
- Мира, Хули (74) — испанский актёр[260].
- Мориарти, Кристофер[англ.] (87-88) — ирландский ихтиолог[261].
- Парфенок, Владимир Петрович (66) — белорусский фотограф[262].
- Рэндольф, Джойс (99) — американская актриса[263].
- Судницын, Иван Иванович (91) — советский и российский физик и почвовед, заслуженный деятель науки Российской Федерации (2006)[264].
- Тадевосян, Гагик Агасиевич (73) — армянский политик[265].
- Твардовский, Ромуальд (93) — польский композитор и педагог[266].
- Эймюр, Мехмет (80) — сотрудник турецкой национальной разведывательной организации[267].
- Эрмерт, Херберт (87) — немецкий дирижёр[268].

## 12 января
- Бакштейн, Иосиф Маркович (78) — советский и российский искусствовед, куратор, директор Института проблем современного искусства (с 1991), член-корреспондент РАХ (2007)[269].
- Зейналов, Тельман Гейдар оглы (92) — советский и азербайджанский скульптор, заслуженный деятель искусств Азербайджана (1992)[270].
- Ламсдейн, Дэвид (92) — австралийский композитор[271].
- Литевка, Марек (75) — польский актёр[272].
- Майу, Пьер[фр.] (74) — канадский психиатр[273].
- Муссер, Алек (50) — американский актёр[274].
- Семёнова, Елена Владимировна (48) — российский поэт и журналист[275].
- Хейс, Билл (98) — американский актёр и певец[276].
- Хубер, Ханс (90) — немецкий борец и боксёр, серебряный призёр летних Олимпийских игр (1964)[277].
- Яковлев, Геннадий Павлович (85) — советский и российский ботаник[278].
- Яноух, Франтишек?! (92) — чешский физик-ядерщик и диссидент[279].

## 11 января
- Бади, Лоранс (95) — французская актриса[280].
- Батт, Халид[англ.] (45) — пакистанский актёр[281].
- Бирн, Джон Винсент (95) — американский учёный в области морской геологии[282].
- Бродбент, Эд (87) — канадский политик, глава Новой демократической партии (1975—1989), член Парламента (1968—1990, 2004—2006)[283].
- Грудзинская, Оксана Аркадьевна (100) — советская и украинская художница, заслуженный художник Украинской ССР (1990)[284].
- Лира, Гонсало (55) — американский и чилийский видеоблогер, конспиролог, пропагандист[285].
- Лоран, Жан-Люк (66) — французский политик, лидер партии «Республиканское и гражданское движение», депутат Национального собрания (2012—2017)[286].
- Марта, Линн (78) — американская киноактриса[287].
- Морозенко, Александр Фёдорович (76) — советский и российский государственный деятель, председатель Калининградского горисполкома (1989—1991), глава города Калининграда (с 1996 — Королёва) (1991—2011)[288].
- Риос Гарсия, Эфраин Антонио (113) — колумбийский супердолгожитель[289].
- Соломин, Владилен Харитонович (90) — советский и российский архитектор, заслуженный строитель РСФСР[290].
- Соломин, Юрий Мефодьевич (88) — советский и российский актёр и режиссёр, художественный руководитель Малого театра (с 1988), министр культуры РСФСР (1990—1991), академик РАО (2019), народный артист СССР (1988), Герой Труда Российской Федерации (2020), полный кавалер ордена «За заслуги перед Отечеством»[291].
- Тельес Крусес, Агустин[исп.] (105) — мексиканский юрист и политический деятель, председатель Высшего суда справедливости Мексики (1977—1982), губернатор штата Гуанахуато (1984—1985)[292].
- Чжан Кэхуэй[кит.] (95) — китайский политик, заместитель председателя Народного политического консультативного совета Китая (1998—2008)[293].

## 10 января
- Абугаттас, Роберто (80) — перуанский прыгун в высоту, участник Олимпийских игр (1964, 1968)[294].
- Альерта, Сесар[исп.] (78) — испанский бизнесмен, генеральный директор Telefónica (2000—2016)[295].
- Баглай, Марат Викторович (92) — советский и российский правовед, председатель Конституционного суда Российской Федерации (1997—2003), член-корреспондент РАН (1997)[296].
- Биссон, Терри (81) — американский писатель-фантаст[297].
- Брага, Виталий Николаевич (96) — советский дипломат, генеральный консул СССР в Дархане (1988—1991)[298].
- Бородулин, Василий Иванович (91) — советский и российский передовик производства, Герой Социалистического Труда (1971)[299].
- Гулбис, Айвар (90) — советский и латвийский скульптор[300].
- Деви, Сушри[англ.] (73) — индийский политик, член Раджья сабха (2002—2008)[301].
- Ле Пенсек, Луи (87) — французский политический деятель, министр сельского хозяйства и рыболовства Франции (1997—1998), член Сената (1998—2008)[302].
- Маевский, Януш (92) — польский кинорежиссёр и сценарист[303].
- Милашкина, Тамара Андреевна (89) — советская и российская оперная певица (сопрано), народная артистка СССР (1973)[304].
- Народицкий, Борис Савельевич (82) — советский и российский медицинский биолог, один из разработчиков вакцины против COVID-19 «Спутник V»[305].
- Немыченков, Владимир Сергеевич (84) — советский и российский судостроитель, генеральный директор ОАО НПП «Тайфун» (1992—2016)[306].
- Никольский, Пётр Сергеевич (101) — советский и российский экономист[307].
- Новак, Игнацы (74) — польский шахматист[308].
- Романецкий, Николай Михайлович (70) — российский писатель-фантаст и переводчик[309].
- Сухинов, Сергей Стефанович (73) — русский писатель[310].
- Тамбиев, Александр Хапачевич (89) — советский и российский биолог и детский писатель[311].
- Умаров, Мухади Умарович (82) — советский и российский биолог[312].
- Учайкин, Василий Семёнович (89) — советский государственный деятель, председатель Совета министров Мордовской АССР (1978—1991)[313].
- Фэрроу, Тиза (72) — американская актриса[314].

## 9 января
- Белоножко, Виталий Васильевич (70) — советский и украинский эстрадный певец, народный артист Украины (1995)[315].
- Бенедек, Миклош (77) — венгерский актёр и режиссёр[316].
- Болгарин, Игорь Яковлевич (94) — советский и российский сценарист, кинорежиссёр и писатель[317].
- Гарсия-Рамос, Фернандо (92) — испанский поэт и скульптор[318].
- Гусейнов, Чингиз Гасан оглы (94) — азербайджанский писатель, литературовед, переводчик[319].
- Иоанникий (Неделчев) (84) — иерарх Болгарской православной церкви, митрополит Сливенский (с 1980)[320].
- Исакович-Залеский, Тадеуш[пол.] (67) — польский католический священник, активист антикоммунистического движения и писатель[321].
- Коттак, Джеймс (61) — американский музыкант[322].
- Кподзро, Филипп Фаноко Косси (93) — тоголезский католический прелат и государственный деятель, архиепископ Ломе (1992—2007), председатель Национального собрания (1991—1994)[323].
- Лебединский, Андрей Анатольевич (60) — российский спортивный стрелок, четырёхкратный чемпион Паралимпийских игр в пулевой стрельбе из пистолета (1996, 2004, 2008), многократный чемпион мира и России[324].
- Манасян, Вазген Игнатович (65) — советский и таджикский футболист, тренер[325].
- Смит, Дигби (89) — британский военный историк[326].
- Хан, Рашид (55) — индийский музыкант[327].
- Чигабатья, Агнес Асангалиса[англ.] (67) — ганская политическая деятельница, депутат парламента (2005—2009)[328].
- Щербаков, Сергей Фёдорович (69) — советский и российский партийный и государственный деятель, первый секретарь Междуреченского горкома КПСС (1989—1991), глава Междуреченска (1990—2010)[329].
- Ясюнайте, Гене[лит.] (99) — советская и литовская актриса, заслуженная артистка Литовской ССР (1985)[330].

## 8 января
- Аль-Тавиль, Виссам[англ.] (53 или 54) — ливанский боевик, ведущий командир Хезболлы; убит[331].
- Бонне, Ги (78) — французский поэт, композитор и певец, участник конкурсов «Евровидение» (1970, 1983)[332].
- Гордиан, Юрий Маркович (86) — советский и российский шахматный композитор, пятикратный чемпион мира по шахматной композиции[333].
- Де Бельфей, Норман[фр.] (74) — канадский поэт[334].
- Канто, Адан (42) — мексиканский актёр[335].
- Кузнецов, Михаил Сергеевич (82) — советский и российский почвовед, академик РАСХН (2007—2013), академик РАН (2013)[336].
- Лахиджи, Шахла[перс.] (81) — иранская писательница, борец за права женщин[337].
- Мургия Лардисабаль, Эктор[исп.] (70) — мексиканский политический деятель, депутат Конгресса (1994—2012)[338].
- Ниблок, Фил (90) — американский композитор и видеограф[339].
- Никаноров, Станислав Прохорович (95) — советский и российский физик, заслуженный деятель науки Российской Федерации  (1999)[340].
- Понс, Вентура (78) — испанский кинорежиссёр[341].
- Ревербери, Джанфранко (89) — итальянский композитор[342].
- Томашевич, Александр Владимирович (93) — белорусский географ, экономико-географ, геолог[343].
- Хаапанен, Туомас (99) — финский скрипач и музыкальный педагог[344].
- Чахкиев, Джабраил Юрьевич (68) — советский и российский историк, археолог-оружиевед[345].
- Янссенс, Франс (78) — бельгийский футболист, игрок национальной сборной (1972—1973)[346].

## 7 января
- Акочелла, Джоан (78) — американская журналистка[347].
- Арджентон, Алессандро (86) — итальянский конник, серебряный призёр Олимпийских игр (1972)[348].
- Багомедов, Расул Мусаевич (91) — советский и российский поэт, журналист и переводчик, народный писатель Республики Дагестан (2018)[349].
- Беккенбауэр, Франц (78) — немецкий футболист и тренер, чемпион мира (1974), двукратный обладатель «Золотого мяча»[350].
- Бусаков, Батыр Мамедович (66) — советский и туркменский государственный деятель, министр национальной безопасности (2002—2003), заместитель министра внутренних дел[351].
- Захаров, Виктор Павлович (76) — советский и российский лингвист[352].
- Кароли, Джермана (92) — итальянская эстрадная певица[353].
- Коломбо, Альберто (77) — итальянский автогонщик[354].
- Муран, Инесса Викторовна (59) — российская актриса, заслуженная артистка Российской Федерации (2009)[355].
- Финта, Йожеф (88) — венгерский архитектор, член Венгерской академии наук (1993)[356].
- Шершун, Богдан Николаевич (42) — украинский футболист, игрок национальной сборной (2003—2006)[357].

## 6 января
- Амиранте, Франческо[итал.] (90) — итальянский судья, председатель Конституционного суда (2009—2010)[358].
- Бейляр, Айгюн (48) — азербайджанская певица, заслуженная артистка Азербайджана (2002)[359].
- Бесостри, Феличе[итал.] (79) — итальянский юрист и политик, сенатор (1996—2001)[360].
- Джовинетто, Марио (90) — аргентинский и канадский гляциолог, климатолог и географ[361].
- Екимовский, Виктор Алексеевич (76) — советский и российский композитор, заслуженный деятель искусств Российской Федерации (2003)[362].
- Калн, Рой (93) — британский хирург, первым в мире провёл операцию по пересадке печени[363].
- Капалья, Фернандо Роблес (89) — филиппинский католический прелат, епископ Илигана (1982—1994), архиепископ Давао (1996—2012)[364].
- Рубин, Ампаро[исп.] (68) — мексиканская певица и автор песен[365].
- Рыбин, Александр Сергеевич (40) — российский журналист, писатель, путешественник[366].
- Рябоконь, Олег Всеволодович (84) — советский и российский кинорежиссёр, заслуженный деятель искусств Российской Федерации (1995)[367].
- Середа, Анастасия Владимировна (20) — российская шорт-трекистка, победительница Кубка России (2022)[368].
- Страсберг, Анна (84) — венесуэльская и американская актриса[369].
- Унгуру, Шабтай (93) — израильский историк[370].
- Уоллес, Ричард[англ.] (78—79) — новозеландский англиканский епископ[371].

## 5 января
- Алиханова, Юлия Марковна (87) — советский и российский литературовед, востоковед-индолог[372].
- Балиев, Сергей Артёмович (64) — советский и российский актёр, заслуженный артист Российской Федерации (2001)[373].
- Загалло, Марио (92) — бразильский футболист, двукратный чемпион мира (1958, 1962)[374].
- Карпиньский, Рышард[пол.] (88) — польский католический прелат, вспомогательный епископ Люблина (1985—2011)[375].
- Леливельд, Джозеф[англ.] (86) — американский журналист[376].
- Ли, Уильям (82) — ирландский католический прелат, епископ Уотерфорда и Лисмора (1993—2013)[377].
- Мальгранж, Бернар (95) — французский математик, член Французской академии наук (1988)[378].
- Палмер, Дел[англ.] (71) — английский певец, композитор, бас-гитарист и звукоинженер[379].
- Решер, Николас (95) — американский философ[380].
- Рош, Жан-Мари (94) — французский политик, министр внешней торговли (1988—1991)[381].
- Сантагата, Джулио (74) — итальянский политик, министр актуализации программы правительства (2006—2008)[382].
- Хавинсон, Владимир Хацкелевич (77) — советский и российский геронтолог, член-корреспондент РАМН (2000—2014), академик РАН (2022), заслуженный деятель науки Российской Федерации (2007)[383].
- Харитонов, Марк Сергеевич (86) — советский и российский писатель, поэт и переводчик, лауреат премии «Русский Букер» (1992)[384].
- Шукюрлю, Гюльбахар[азерб.] (61) — азербайджанская гармонистка, заслуженная артистка Азербайджана (2009)[385].

## 4 января
- Аббан, Фелисия (87) — ганский фотограф[386].
- Алган, Айла[тур.] (86) — турецкая певица и актриса[387].
- Быкадоров, Яков Иванович (99) — советский передовик сельского хозяйства, Герой Социалистического Труда (1974)[388].
- Бэнак, Жак (84) — французский историк, прозаик и киносценарист[389].
- Дармон, Роса Мария (84) — мексиканская, а затем французская теннисистка и теннисный тренер[390].
- Демидова, Елена Вячеславовна (59) — советский и российский режиссёр-документалист, сценарист, продюсер[391].
- Джонс, Глинис (100) — британская актриса, обладательница премии «Тони» (1973), номинантка на премию «Оскар» (1961)[392].
- Желдин, Константин Борисович (90) — советский и российский актёр, заслуженный артист РСФСР (1991)[393].
- Келдыш, Всеволод Александрович (94) — советский и российский литературовед[394].
- Корев, Юрий Семёнович (95) — советский и российский музыковед, заслуженный деятель искусств РСФСР (1980)[395].
- Мингаш, Руй (84) — ангольский певец, композитор, дипломат и политический деятель, министр по делам молодёжи и спорта (1979—1989)[396].
- Нигматуллина, Флюра Минияровна (82) — советская и российская актриса, народная артистка Республики Башкортостан (1990)[397].
- Нур Ахмад Нур (86/87) — афганский политик, министр внутренних дел (1978)[398].
- Огородников, Виталий Петрович (67) — советский и российский поэт[399].
- Оливер, Кристиан (51) — немецкий и американский актёр; авиакатастрофа[400].
- Полит, Эмиль (83) — польский художник[401].
- Синояма, Кисин (83) — японский фотограф[402].
- Соул, Дэвид (80) — американский актёр и певец[403].
- Сэдлер, Майк (103) — офицер британской армии, последний из живущих членов Специальной воздушной службы и последний выживший из Группы дальнего действия в пустыне[404].
- Ткаченко, Александр Николаевич (84) — советский и украинский политический и государственный деятель, председатель Верховной рады (1998—2000)[405].
- Ткаченко, Леонид Иванович (70) — советский, российский и украинский футболист, футбольный тренер[406].
- Фаббри, Фабио (90) — итальянский политик, министр обороны (1993—1994)[407].
- Чаппелл, Фред (87) — американский прозаик и поэт[408].
- Шаммасов, Равиль Сахиуллович (93) — башкирский поэт, народный поэт Республики Башкортостан (2021)[409].

## 3 января
- Агеев, Владимир Иванович (91) — советский и российский живописец и график, народный художник Чувашской АССР (1986)[410].
- Бродерик, Себастьян (85) — нигерийский футболист[411].
- Григорьев, Евгений Александрович (76) — советский и российский математик[412].
- Добсон, Бриджет (85) — американская сценаристка, создатель сериала «Санта-Барбара»[413].
- Доминичи, Джермана[итал.] (77) — итальянская актриса[414].
- Дрейпер, Дерек[англ.] (56) — английский лоббист и политический советник[415].
- Дюкюэн, Бернар (73) — французский футболист[416].
- Кромби, Лиллиан[англ.] (66) — австралийская актриса и танцовщица[417].
- Метж, Рене[англ.] (82) — французский автогонщик, трёхкратный победитель ралли «Дакар»[418].
- Мурои, Кунихико[яп.] (76) — японский политик, депутат Парламента (2003—2005, с 2007)[419].
- Ревеню, Даниэль (81) — французский фехтовальщик-рапирист, чемпион Олимпийских игр (1968)[420].
- Семёнов, Пётр Садофьевич (89) — советский и российский живописец, заслуженный художник РСФСР (1983)[421].
- Уберои, Джитендра Пал Сингх[англ.] (90) — индийский социолог[422].
- Фильман, Гюнтер (84) — немецкий миллиардер, основатель компании по производству очков Fielmann[423]
- Черняев, Пётр Аркадьевич (70) — российский кинокритик, актёр, режиссёр и сценарист[424].

## 2 января
- Агирре, Ноэль[англ.] (63) — боливийский политик, экономист и учёный[425].
- Азиз, Сартадж (94) — пакистанский политический и государственный деятель, министр иностранных дел (1998—1999, 2013—2017)[426].
- Беркос, Питер (101) — американский звукорежиссёр, лауреат премии «Оскар» (1975)[427].
- Блехер, Леонид Иосифович (74) — советский и российский правозащитник, социолог и публицист[428].
- Буралкин, Геннадий Васильевич (81) — советский и белорусский скульптор, председатель Союза художников Белоруссии (1990—2001)[429].
- Валеро, Кармен[исп.] (68) — испанская бегунья на средние дистанции, участница Олимпийских игр (1976)[430].
- Валье, Рафаэль[исп.] (85) — пуэрто-риканский баскетболист, участник Олимпийских игр (1960)[431].
- Замир, Цви (98) — израильский военный и общественный деятель, директор Моссада (1968—1974)[432].
- Каррер, Крис (76) — немецкий музыкант, певец и композитор, сооснователь Amon Düül II[433].
- Кастельянос, Анхель (71) — испанский футболист, игрок национальной сборной[434].
- Китсон, Фрэнк (97) — британский офицер, главнокомандующий Сухопутными войсками (1982—1985)[435].
- Конкин, Юрий Александрович (92) — советский и российский экономист, академик РАСХН (1991—2013), академик РАН (2013)[436].
- Ламли, Брайан (86) — английский писатель[437].
- Лара, Освальдо (68) — кубинский спринтер, участник Олимпийских игр 1980[438].
- Лунас, Рональд (57) — филиппинский католический прелат, епископ Пагадиана (с 2018)[439].
- Рамли, Ризаль[индон.] (69) — индонезийский политик, министр финансов (2001), министр-координатор по морским делам (2015—2016) и экономике (2000—2001)[440].
- Салех аль-Арури (57) — заместитель председателя политбюро ХАМАС (с 2017); убит[441].
- Салливан, Гордон (86) — американский военачальник, начальник штаба Армии США (1991—1995)[442].
- Светлов, Игорь Евгеньевич (88) — советский и российский искусствовед, заслуженный деятель искусств Российской Федерации (2013)[443].
- Фешта, Алберту (84) — португальский футболист, игрок национальной сборной[444].

## 1 января
- Адимора, Адаора (67) — американский эпидемиолог[445].
- Батмангелидж, Камила[англ.] (61) — иранско-бельгийская писательница, психотерапевт и руководитель благотворительной организации[446].
- Болят, Марио (72) — югославский футболист, игрок национальной сборной[447].
- Бреннан, Джеймс Герберт (83) — английский лектор и писатель[448].
- Буцких, Анна Николаевна (99) — советский и российский передовик производства, Герой Социалистического Труда (1966)[449].
- Вирт, Никлаус (89) — швейцарский учёный в области информатики[450].
- Войтенко, Михаил Дмитриевич (65) — российский журналист[451].
- Гарбей, Марсия (74) — кубинская легкоатлетка (прыжки в длину), участница Олимпийских игр (1972, 1976)[452].
- Коркушко, Олег Васильевич (94) — советский и украинский терапевт и геронтолог, член-корреспондент АМН СССР / РАМН (1991—2014), член-корреспондент РАН (2014), член-корреспондент НАНУ (1992), академик НАМНУ (1994)[453].
- Магубейн, Питер[англ.] (91) — южноафриканский фотограф[454].
- Малиновский, Аркадиуш (48) — польский поп-певец, гитарист и композитор, музыкант группы Czerwone gitary[455].
- Милонас, Лео (87) — американский адвокат[456].
- Никасио, Лоуренс Сидни[англ.] (67) — белизский католический прелат, епископ Белиза-Бельмопана (с 2017)[457].
- О’Коннелл, Джек[англ.] (64) — американский писатель[458].
- Пандай, Басдео (90) — политический и государственный деятель Тринидада и Тобаго, премьер-министр (1995—2001)[459].
- Риад аль-Турк (93) — сирийский диссидент, генеральный секретарь Коммунистической партии Сирии (Политическое бюро) (1973—2005)[460].
- Ритцерфельд, Хартмут (73) — немецкий художник[461].
- Скал, Дэвид Джон (71) — американский историк культуры, критик, писатель и комментатор[462].
- Следзиньская-Катарасиньская, Ивона (82) — польский политик, депутат Сейма (1991—2023)[463].
- Трехлебов, Алексей Васильевич (66) — российский писатель[464].
- Чжан Чжицзя (43) — тайваньский бейсболист, участник Олимпийских игр (2004, 2008)[465].